# Озерова, Нина Даниловна
Нина Даниловна Озерова — советский хозяйственный и политический деятель.

## Биография
Родилась в 1928 году в деревне Ивановка. Член КПСС.
Окончила Барнаульский текстильный техникум.
До 1963 года — помощник мастера, мастер, начальник смены, заместитель начальника цеха, начальник цеха, заместитель директора Красноярского шёлкового комбината.
В 1963—1984 гг. — директор Красноярского шёлкового комбината.
Избиралась депутатом Верховного Совета СССР 8-го созыва. Делегат XXIII съезда КПСС.
Жила в Красноярске.

## Награды
- Орден Ленина
- Орден Трудового Красного Знамени (дважды)